# Weitershausen (Gladenbach)
Weitershausen ist ein Dorf und als solches ein Stadtteil der Stadt Gladenbach im mittelhessischen Landkreis Marburg-Biedenkopf. Der Ort liegt im Gladenbacher Bergland und damit im Naturpark Lahn-Dill-Bergland. Im Ort mündet der Krebsbach in die Ohe.

## Geschichte

### Ortsgeschichte
Die älteste bekannte schriftliche Erwähnung von Weitershausen erfolgte unter dem Namen Witerhusen im Jahr 1223.
Am Hang der Hardt (341 m ü. NN) steht die spätromanische Kirche mit ihrem gotischen Chor. Sie wurde im 13. Jahrhundert erbaut.
Hessische Gebietsreform (1970–1977)
Zum 1. Juli 1974 erfolgte im Zuge der Gebietsreform in Hessen durch Landesgesetz der Zusammenschluss der Stadt Gladenbach mit den Gemeinden Bellnhausen, Diedenshausen, Erdhausen, Friebertshausen, Frohnhausen b. Gladenbach, Kehlnbach, Mornshausen a. S., Rachelshausen, Römershausen, Rüchenbach, Sinkershausen, Weidenhausen und Weitershausen zu heutigen Stadt Gladenbach. Für alle ehemals eigenständigen Gemeinden und die Kernstadt Gladenbach wurden Ortsbezirke mit Ortsbeirat und Ortsvorsteher nach der Hessischen Gemeindeordnung gebildet.

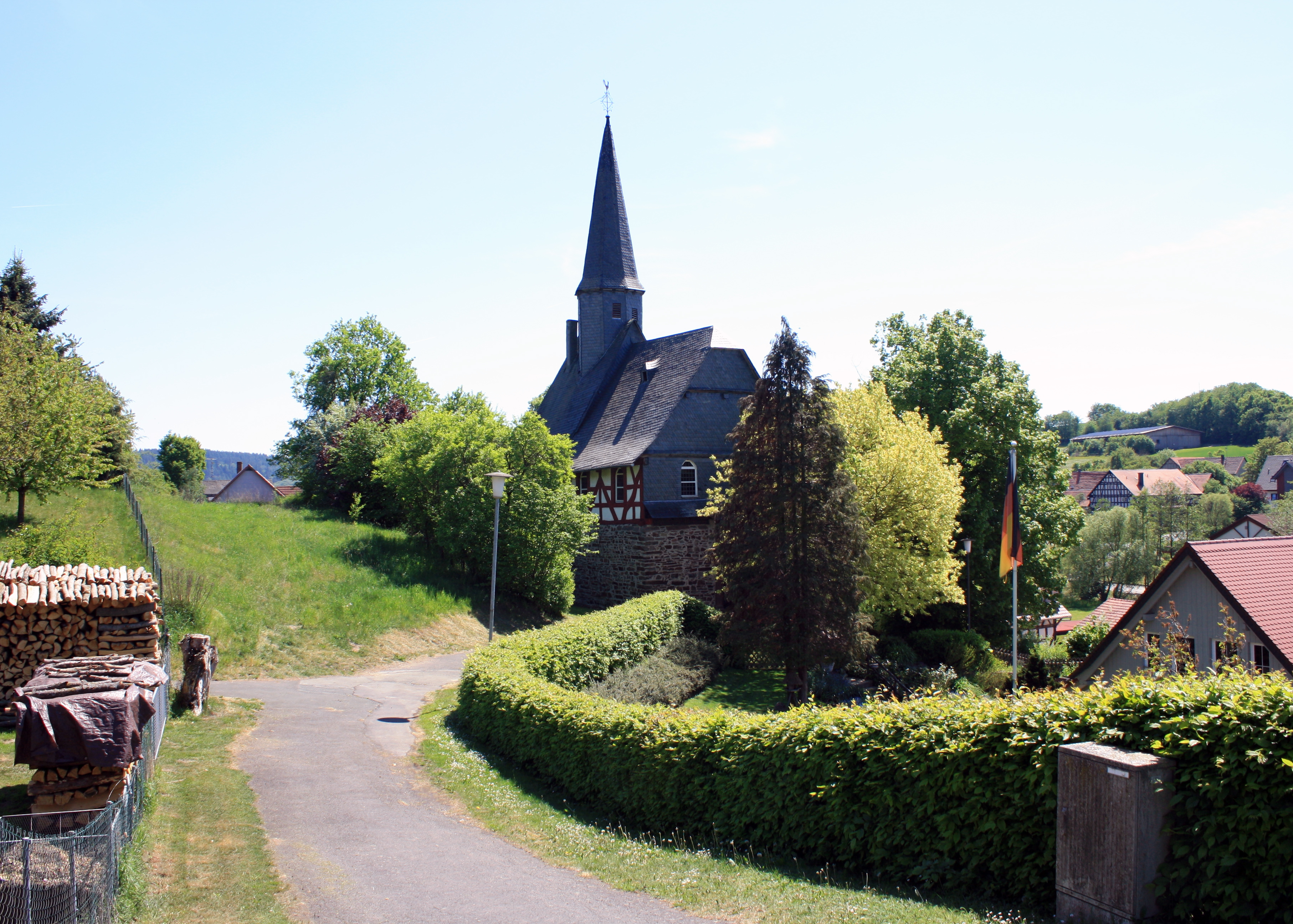
Die Kirche

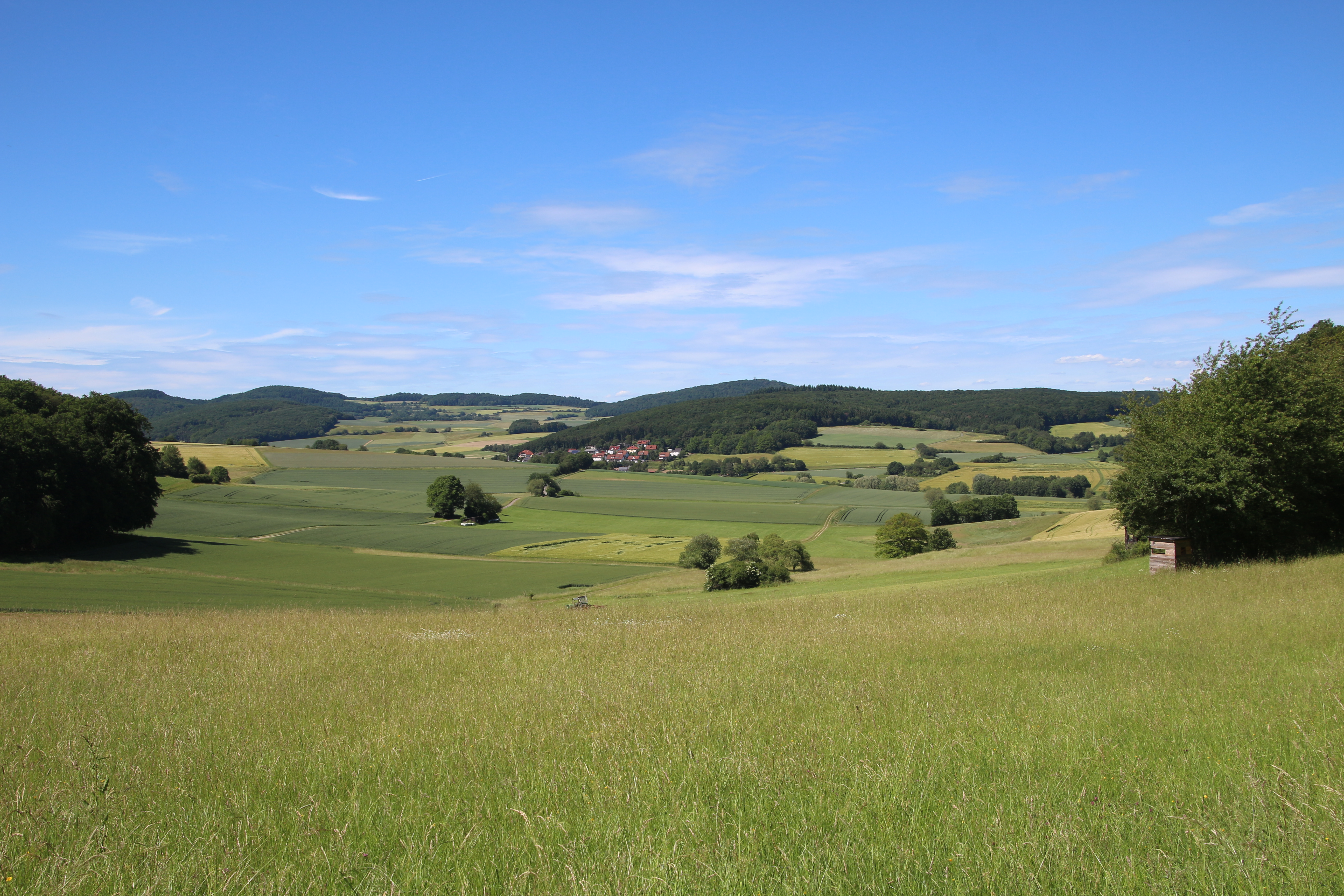
Weitershausen von Süden. Im Hintergrund der Rimberg mit Aussichtsturm

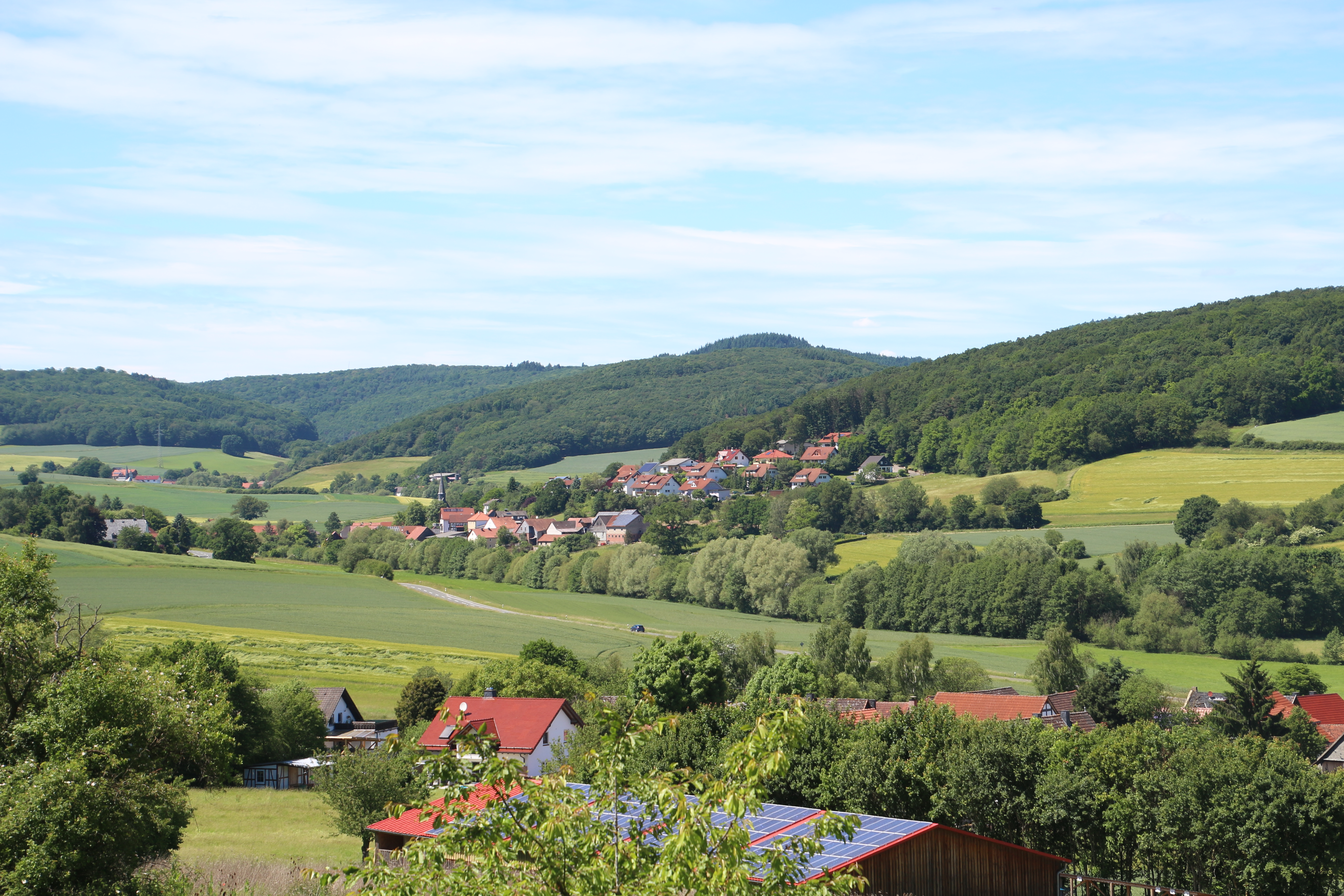
Weiterhausen, mit Nesselbrunn im Vordergrund

### Verwaltungsgeschichte im Überblick
Die folgende Liste zeigt die Staaten und Verwaltungseinheiten, denen Weitershausen angehört(e):
- vor 1567: Heiliges Römisches Reich, Landgrafschaft Hessen, Gericht Weitershausen (Gericht Weitershausen  auch genannt Reitzberg bestand aus den Orten: Weitershausen, Nesselbrunn und die Hälfte von Dilschhausen)[7]
- ab 1567: Heiliges Römisches Reich, Landgrafschaft Hessen-Marburg, Amt Marburg[8]
- 1604–1648: Heiliges Römisches Reich, strittig zwischen Landgrafschaft Hessen-Darmstadt und Landgrafschaft Hessen-Kassel (Hessenkrieg), Amt Marburg
- ab 1648: Heiliges Römisches Reich, Landgrafschaft Hessen-Kassel, Amt Marburg
- ab 1806: Landgrafschaft Hessen-Kassel, Amt Kaldern und Reitzberg
- 1807–1813: Königreich Westphalen, Departement der Werra, Distrikt Marburg, Kanton Kaldern
- ab 1815: Kurfürstentum Hessen, Amt Kaldern und Reitzberg[9]
- ab 1821: Kurfürstentum Hessen, Provinz Oberhessen, Kreis Marburg[10][Anm. 2]
- ab 1848: Kurfürstentum Hessen, Bezirk Marburg
- ab 1851: Kurfürstentum Hessen, Provinz Oberhessen, Kreis Marburg
- ab 1867: Königreich Preußen, Provinz Hessen-Nassau, Regierungsbezirk Kassel, Kreis Marburg
- ab 1871: Deutsches Reich, Königreich Preußen, Provinz Hessen-Nassau, Regierungsbezirk Kassel, Kreis Marburg
- ab 1918: Deutsches Reich, Freistaat Preußen, Provinz Hessen-Nassau, Regierungsbezirk Kassel, Kreis Marburg
- ab 1944: Deutsches Reich, Freistaat Preußen, Provinz Kurhessen, Landkreis Marburg
- ab 1945: Deutsches Reich, Amerikanische Besatzungszone, Groß-Hessen, Regierungsbezirk Kassel, Landkreis Marburg
- ab 1946: Deutsches Reich, Amerikanische Besatzungszone, Hessen, Regierungsbezirk Kassel, Landkreis Marburg
- ab 1949: Bundesrepublik Deutschland, Hessen, Regierungsbezirk Kassel, Landkreis Marburg
- ab 1974: Bundesrepublik Deutschland, Hessen, Regierungsbezirk Kassel, Landkreis Marburg-Biedenkopf, Gemeinde Gladenbach
- ab 1981: Bundesrepublik Deutschland, Hessen, Regierungsbezirk Gießen, Landkreis Marburg-Biedenkopf, Gemeinde Gladenbach

### Gerichte seit 1821
Mit Edikt vom 29. Juni 1821 wurden in Kurhessen Verwaltung und Justiz getrennt. In Marburg wurde der Kreis Marburg für die Verwaltung eingerichtet und das Landgericht Marburg war als Gericht in erster Instanz für Weitershausen zuständig. Im Jahr 1850 wurde das Landgericht in Justizamt Marburg umbenannt. Nach der Annexion Kurhessens durch Preußen erfolgte am 1. September 1867 die Umbenennung des bisherigen Justizamtes in Amtsgericht Marburg. Auch mit dem Inkrafttreten des Gerichtsverfassungsgesetzes von 1879 blieb das Amtsgericht unter seinem Namen bestehen.

## Bevölkerung

### Einwohnerstruktur 2011
Nach den Erhebungen des Zensus 2011 lebten am Stichtag dem 9. Mai 2011 in Weitershausen 330 Einwohner. Darunter waren keine Ausländer.
Nach dem Lebensalter waren 39 Einwohner unter 18 Jahren, 129 zwischen 18 und 49, 57 zwischen 50 und 64 und 105 Einwohner waren älter. Die Einwohner lebten in 102 Haushalten. Davon waren 33 Singlehaushalte, 27 Paare ohne Kinder und 30 Paare mit Kindern, sowie 12 Alleinerziehende und keine Wohngemeinschaften. In 18 Haushalten lebten ausschließlich Senioren und in 72 Haushaltungen leben keine Senioren.

### Einwohnerentwicklung
| Quelle: | Historisches Ortslexikon                                                               |
| • 1577: | 17 Hausgesesse                                                                         |
| • 1630: | 16 Hausgesesse (5 dreispänn., 4 zweispännige, 1 einspännige Ackerleute, 6 Einläuftige) |
| • 1681: | 21 hausgesessene Mannschaften                                                          |
| • 1747: | 128 Einwohner                                                                          |
| • 1820: | 25 Häuser, 158 Einwohner                                                               |
| • 1838: | Familien: 16 nutzungsberechtigte, 8 nicht nutzungsberechtigte Ortsbürger, 2 Beisassen  |

| Weitershausen: Einwohnerzahlen von 1820 bis 2020 | Weitershausen: Einwohnerzahlen von 1820 bis 2020 | Weitershausen: Einwohnerzahlen von 1820 bis 2020 | Weitershausen: Einwohnerzahlen von 1820 bis 2020 | Weitershausen: Einwohnerzahlen von 1820 bis 2020 |
| --- | ------------------------------------------------ | ------------------------------------------------ | ------------------------------------------------ | ------------------------------------------------ |
| Jahr |                                                  |                                                  |                                                  | Einwohner                                        |
| 1820 | 1820                                             |                                                  | 158                                              | 158                                              |
| 1834 | 1834                                             |                                                  | 150                                              | 150                                              |
| 1840 | 1840                                             |                                                  | 166                                              | 166                                              |
| 1846 | 1846                                             |                                                  | 158                                              | 158                                              |
| 1852 | 1852                                             |                                                  | 169                                              | 169                                              |
| 1858 | 1858                                             |                                                  | 173                                              | 173                                              |
| 1864 | 1864                                             |                                                  | 185                                              | 185                                              |
| 1871 | 1871                                             |                                                  | 161                                              | 161                                              |
| 1875 | 1875                                             |                                                  | 151                                              | 151                                              |
| 1885 | 1885                                             |                                                  | 163                                              | 163                                              |
| 1895 | 1895                                             |                                                  | 168                                              | 168                                              |
| 1905 | 1905                                             |                                                  | 152                                              | 152                                              |
| 1910 | 1910                                             |                                                  | 157                                              | 157                                              |
| 1925 | 1925                                             |                                                  | 162                                              | 162                                              |
| 1939 | 1939                                             |                                                  | 154                                              | 154                                              |
| 1946 | 1946                                             |                                                  | 229                                              | 229                                              |
| 1950 | 1950                                             |                                                  | 227                                              | 227                                              |
| 1956 | 1956                                             |                                                  | 189                                              | 189                                              |
| 1961 | 1961                                             |                                                  | 166                                              | 166                                              |
| 1967 | 1967                                             |                                                  | 205                                              | 205                                              |
| 1980 | 1980                                             |                                                  | ?                                                | ?                                                |
| 1990 | 1990                                             |                                                  | ?                                                | ?                                                |
| 2000 | 2000                                             |                                                  | 380                                              | 380                                              |
| 2006 | 2006                                             |                                                  | 317                                              | 317                                              |
| 2011 | 2011                                             |                                                  | 330                                              | 330                                              |
| 2015 | 2015                                             |                                                  | 301                                              | 301                                              |
| 2020 | 2020                                             |                                                  | 290                                              | 290                                              |
| Datenquelle: Historisches Gemeindeverzeichnis für Hessen: Die Bevölkerung der Gemeinden 1834 bis 1967. Wiesbaden: Hessisches Statistisches Landesamt, 1968. Weitere Quellen: LAGIS:; Ab 2000 Stadt Gladenbach (webarchiv); Zensus 2011 |                                                  |                                                  |                                                  |                                                  |

### Historische Religionszugehörigkeit
| Quelle: | Historisches Ortslexikon                                                 |
| • 1861: | alle Einwohner evangelisch-lutherisch                                    |
| • 1885: | 163 evangelische (= 100 %) Einwohner                                     |
| • 1961: | 158 evangelische (= 95,18 %), 8 römisch-katholische (= 4,82 %) Einwohner |

### Erwerbstätigkeit
| Quelle: | Historisches Ortslexikon |
| • 1747: | Erwerbspersonen: 5 Schmiede, 4 Leineweber, 2 Schneider, 1 Schreiner, 1 Wagner, 1 Maurer, 1 Wirt, 1 Müller, 5 Spielleute, 1 Tagelöhner, 2 Tagelöhnerinnen, 1 Strick- und Näherin. |
| • 1838: | Familien: 12 Ackerbau, 8 Gewerbe, 4 Tagelöhner |
| • 1961: | Erwerbspersonen: 75 Land- und Forstwirtschaft, 20 Produzierendes Gewerbe, 8 Handel und Verkehr, 4 Dienstleistungen und Sonstiges.                                                |